# Bernd Fischle
Bernd „HARLEM“ Fischle (* 1951 in Stuttgart) ist ein deutscher Schriftsteller und Lyriker.

## Leben
Bernd Fischle wuchs in den im Osten Stuttgarts liegenden Arbeitervierteln Gaisburg und Ostheim auf. Nach seiner Schulzeit und Ausbildung arbeitete er später in der Jugendgerichtshilfe. Daneben engagierte er sich in der Stuttgarter Kultur- und Kunstszene, wie unter anderem im Umfeld des Stuttgarter Künstlerhauses, das 1978 von Künstlern aus Stuttgart gegründet worden war.
Fischle schreibt kurze Prosatexte und vor allem Gedichte, von denen er ab Anfang der 1980er Jahre ausgewählte Arbeiten in einigen Gedichtbänden veröffentlichte. 1981 gaben Manfred Esser und Wolfgang Kiwus eine erste Sammlung von Fischles Gedichten heraus, die unter dem Titel Aus der Hüfte kommt der Schwung in der Edition des Künstlerhauses Stuttgart publiziert wurde. 1986 verbrachte Fischle einen längeren Aufenthalt in New York City in den USA und absolvierte dort ein neunmonatiges Stipendium am Schomburg Center for Research in Black Culture im New Yorker Stadtviertel Harlem. Seitdem bezeichnet Fischle sich mit dem Pseudonym „HARLEM“.
Er ist oft in der Kneipenszene und dem Arbeitermilieu im Stuttgarter Osten unterwegs und holt sich dort Themen und Anregungen für seine „Hinterhofgedichte“. 2009 erschien im Asperger Verlag Killroy Media sein Gedichtband Die Helden des Rückzugs, in dem er eine Auswahl von 37 Gedichten aus den Jahren 1992 bis 2009 veröffentlichte. Fischle liefert darin Innen- und Außenansichten seiner Kneipenbekanntschaften, die er jeweils mit einem, durch grobe Rasterung verfremdeten Foto vorstellt; daneben das Gedicht, das vom Alltag der „Helden des Rückzugs“ kündet und von einer sozialen Klasse berichtet, „die nie an Aufstieg denken mochte, höchstens daran wer die nächste Runde schmeißt“.
Der Gedichtband fand einige Beachtung bei der Kritik und beim Publikum für Lyrik und brachte es sogar zur Lese-Empfehlung in Betriebszeitungen der IG Metall Stuttgart. Der Schriftsteller Peter O. Chotjewitz – mit dem Fischle bis zu Chotjewitz’ Tod im Dezember 2010 einen jahrelangen Briefwechsel pflegte – charakterisiert in seiner Anfang 2010 in der Zeitschrift konkret veröffentlichten Rezension der Gedichtsammlung Die Helden des Rückzugs den Dichter Bernd „HARLEM“ Fischle wie folgt:

„[…] HARLEM ist nicht nur Heimatdichter der »Negerprovinz«, über die er schreibt, er ist auch ein waschechter Wortakrobat. Nicht Ironie, Besinnlichkeit und schwarzer Humor sind seine Fermente, sondern Ingrimm […]. HARLEM geht den Schritt weiter, der ihn zum sprachexperimentellen Autor macht. Er wirft uns Wörter nicht einfach hin, mehr oder weniger hübsch angeordnet, und tritt sie nicht mit Füßen, indem er sie als Transportmittel für Story und Message missbraucht. Er schneidet den Wörtern die Bäuche auf und präsentiert die in ihnen enthaltenen Wörter. Er entschleiert ihre Doppelbedeutungen, Paradoxien und Widersprüche. So beginnen die Sätze zu flirren. Die Geschichten verbleiben in HARLEMS »Negerkreisen«, wie er sein soziales Umfeld nennt, doch ihre sprachliche Gestalt rückt sie ins Museum der modernen Poesie.“

Ein Nachdruck des Fischle-Porträts und der Buchbesprechung von Chotjewitz von 2010 erschien 2013 in der von Florian Günther herausgegebenen Literaturzeitschrift DreckSack – Lesbare Zeitschrift für Literatur, die in Günthers eigener Edition Lükk Nösens in Berlin herauskommt.
2010 erschien im Augsburger MaroVerlag Fischles Gedichtband Lied der Straße, den der Verlag in seiner Reihe Jahresgabe … für die Freunde des MaroVerlags herausbrachte. Außerdem veröffentlichte Fischle zahlreiche Gedichte in der Kunstzeitschrift Der Mongole wartet – Zeitschrift für Literatur und Kunst, die von Michael Arenz herausgegeben wurde und die bis zu ihrer Einstellung im Jahr 2013 unregelmäßig im Zenon-Verlag in Düsseldorf erschienen ist.
Bernd Fischle war verheiratet, das Paar lebte in Stuttgart-Bad Cannstatt. Nach dem Tod seiner Frau begann Fischle wieder, öffentlich aus seinen Werken zu lesen, insbesondere in Form von Konzert- und Leseabenden. 2021 erschien im Eigenverlag sein Band Der Sound der Nacht.

## Werke
- Aus der Hüfte kommt der Schwung. Gedichte (= Eks, Band 8). Herausgegeben von Manfred Esser und Wolfgang Kiwus. Edition Künstlerhaus, Stuttgart 1981, ISBN 3-922702-08-2
- Easy Street. Gedichte. VorstadtMädchenVerlag, 1990.
- Die Helden des Rückzugs. Gedichte 1992–2009 (= Killroy 10 + 1 Stories, Band 8). 1. Auflage. Killroy Media, Asperg 2009, ISBN 978-3-931140-27-4 (Rezension von Peter O. Chotjewitz in konkret, Heft 2/2010).
- Das Lied der Straße. Gedichte (= Jahresgabe 2009/2010 für die Freunde des MaroVerlags). MaroVerlag, Augsburg 2010, ISBN 978-3-87512-909-0.
- Der Sound der Nacht. Gedichte von 1989 bis 2021. Soulhill Press (Eigenverlag), Stuttgart 2021, keine ISBN (Rezension in Kontext Wochenzeitung 553).